# 寬永寺坂站

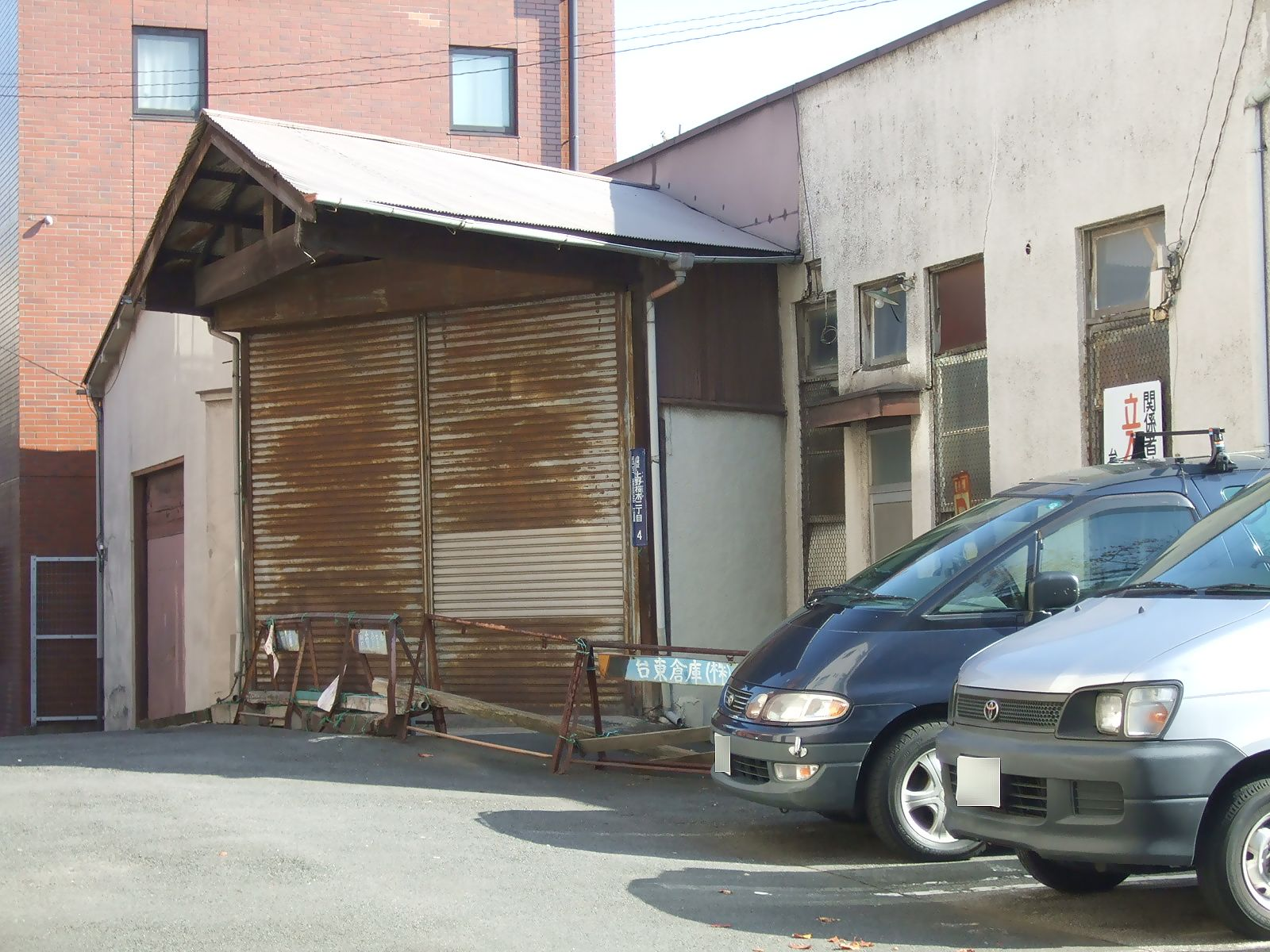
卷閘部分內部為前往地底的樓梯。
（2009年11月23日）

寬永寺坂站（日语：／*/?）是位於東京都台東區上野櫻木二丁目4番6號，京成電鐵的本線車站（廢站）。

## 概要
在1933年（昭和8年），京成隨著完成建設日暮里至上野公園（現時：京成上野）之間的地底路段，此站也啟用。車站名稱取自附近的寛永寺。站內設有2面2線的相對式月台。
在太平洋戰爭末期的1945年，運輸省為了疏開，日暮里至上野公園之間被接收而暫停營業。下行線路軌變更為雙軌距，於谷中墓地附近的斜面建設聯絡線，以便遷移國鐵的優等客車，車站大樓變成事務所和指令室，後來由於通風情況十分惡劣，因此不常被使用。另外上行線月台變成生產螺絲的兵工廠。
在終戰後，為了運出客車，日暮里至上野公園之間只有上行線單線行走。在地底區間中，博物館動物園站於同年10月1日重開，此站於1946年11月1日重開。
在翌年，由於終戰後的鐵路車輛性能和維修狀況，以及路軌狀況不佳，加上車站位於急斜路段，因此到發比較困難。而在運行和安全上有一定危險性。由於預計沒有許多乘客使用，因此車站初時先行暫停營業，後來正式被廢除。

## 歷史
- 1933年（昭和8年）12月10日 - 車站啟用。
- 1945年（昭和20年）6月10日 - 車站暫停服務。
- 1946年（昭和21年）11月1日 - 車站重開。
- 1947年（昭和22年）8月21日 - 車站暫停服務。
- 1953年（昭和28年）2月23日 - 車站廢除。
- 2015年（平成27年）尾 - 倉庫公司撒退。
- 2016年（平成28年）8月 - 車站大樓被拆毀。

## 現況
現時，車站位於上野櫻木二丁目路口處。遺址截至2016年，土地仍然由京成電鐵擁有，車站大樓保持在當時的狀態一段長時間。車站大樓和站前廣場在車站廢除後的1953年4月起，租出給名為「台東倉庫」的倉庫公司。該公司在2015年尾撒退後，回復由京成電鐵管理。車站大樓仍然存在的原因是在租賃條款下不可拆毀車站大樓建築物。另外，廣場前方設有國旗的升旗機。
在2016年2月，毎日新聞社得到京成的許可，於車站大樓內進行採訪。在網站上可看到車站大樓內的相片（期間限定，截至2020年，只限收費會員才能參閱）。在相片中，地底部分（地下線出入口附近位置）月台已經被拆毀，只有一片地下空間和瓦牆（可確認通過中的列車），也可確認下行線一方的月台遺址。
地底下行月台遺址變成了京成電鐵的物資儲存區，可停泊貨車和重型機械。
在2016年8月尾，車站大樓被拆毀，遺址變成7-11便利店（上野櫻木2丁目店 （页面存档备份，存于））。升旗機遷移至商店的後方。
上述提及，車站遺址附近為京成本線隧道出入口，該處設有京成的創立者本多貞次郎揮毫的「東臺門」牌扁。

## 相鄰車站
以下公司、路線和車站名稱都是取自截至車站廢除一刻。
京成電鐵
本線
博物館動物園－寛永寺坂－日暮里

## 注腳
1. 1 2  . 毎日新聞. 2016-02-08  [2022-02-13]. （原始内容存档于2022-02-15） （日语）.
2. ↑  曾根悟（日语：曽根悟）（監修）. 朝日新聞出版分冊百科編集部（編集） , 编. . 週刊朝日百科. 13号 京成電鉄. 朝日新聞出版. 2010-10-26 （日语）.

## 外部連結
- 東京的廢站 （日語）
- 京成電鐵寛永寺坂站蹟 街道步行照相館 （页面存档备份，存于）（日語）
- 來自昭和的禮物 第五章 11.昭和10年頃・京成電鐵寛永寺坂站 （页面存档备份，存于）（日語）